# 유네스코 국제무예센터
유네스코 국제무예센터(International Centre of Martial Arts for Youth Development and Engagement under the auspices of UNESCO ; ICM)는 대한민국 정부와 유네스코 간 협정에 따라 유네스코 195개 정회원국과 10개의 준회원국으로 구성된 총 205개국 청소년들을 대상으로 무예철학과 문화적 가치 그리고 심신 수련의 기예가 포함된 교육·훈련을 제공함으로써 청소년들의 발달과 리더십 향상 및 공동체 참여에 기여하기 위하여 설립된 국제기구이다. 이사회의 초대 이사진은 대한민국 정부대표 4인, 유네스코 관계자 1인, 중국·우즈베키스탄·케냐 등 유네스코 회원국 3인, 학계 2인 등으로 이루어졌고, 사무조직은 2본부 4팀으로 구성되는데, 충청북도청과 충주시청에서 공무원이 일부 파견되어 업무지원을 맡고 있다. 충청북도 충주시 으뜸로 21 (금릉동) 충주시청 5층에 임시사무실이 소재하고 있으나, 2019년까지 충주세계무술공원에 지하 1층, 지상 3층, 연면적 약 5,000m2 규모의 사무실과 무예체험실, 전시실 등을 갖춘 독립 건물로 이전할 계획이다.

## 관련 법률
- 전통무예진흥법[8]

## 연혁
- 2010년 2월      국제TSG센터 설립 권고 (UNESCO ⇒ 충주시청)
- 2011년 5월 4일 국제TSG센터 설립 신청서 제출
- 2011년 9월 23일 유네스코 명칭변경 및 자료보완 요구

- 센터명 : 청소년 사회참여분야 포함 권고
- 2011년 11월 9일 센터명 관련 유네스코측 의견 회신

- International Centre for Youth Development and Engagement through Martial Arts.로 제안 (무술을 통한 청소년 개발 및 참여를 위한 국제센터)
- 2011년 12월 6일 유네스코 추가요구자료 제출 (문화체육관광부 ⇒ 유네스코)
- 2012년 4월 4일 센터 명칭 합의 및 타당성 조사 검토

– 유네스코 측과 명칭 합의내용 송부 및 타당성조사 검토 표명. 센터명 : International Centre of Martial Arts for Youth Development and Engagement (청소년 발달 및 참여를 위한 국제무예센터)
- 2013년 11월 16일 제37차 유네스코 총회 최종 설립 승인
- 2015년 9월      정부 관계부처 협의완료 (문화체육관광부, 기획재정부, 충주시청)

- 협정서 수정(안) 수용 통보 : 유네스코 ⇒ 외교부
- 2015년 11월 24일 국무회의 심의 완료
- 2015년 12월     국제연합교육과학문화기구<유네스코> 후원 청소년 발달과 참여를 위한 국제무예센터에 관한 대한민국 정부와 유네스코 간의 협정 체결 (대한민국 ↔ 유네스코)[9]
- 2016년 1월 1일 국제무예센터 설립준비단 출범
- 2016년 12월 8일 유네스코 국제무예센터 법인 설립 회의
- 2016년 12월 22일 유네스코 국제무예센터 설립기념식 및 제1차 이사회 개최. 초대 이사장 이시종 충청북도지사 선임
- 2017년 1월      유네스코 국제무예센터 초대 이시종 이사장 취임 및 사무국 발족

## 주요 업무
- 무예의 역할 및 기여에 대한 연구와 지식의 공유
- 무예교육 및 훈련을 통한 청소년 발달과 세계 각지의 젊은 남녀 참여 증진
- 세계무예에 관한 기록 및 자료수집과 운영
- 무예를 통한 세계평화와 화해를 위한 선진국과 개발도상국 협력 증진

## 같이 보기
- 충주세계무술축제
- 대한택견회
- 세계무술연맹
- 유네스코 아시아·태평양국제이해교육원(APCEIU)
- 유네스코 아시아·태평양무형문화유산국제정보네트워킹센터(ICHCAP)
- 유네스코 한국위원회